# Karakichu
Karakichu är en saltslätt i Kazakstan. Den ligger i oblystet Mangghystau, i den västra delen av landet, 1 600 km sydväst om huvudstaden Astana.